# Couronne de Gediminas

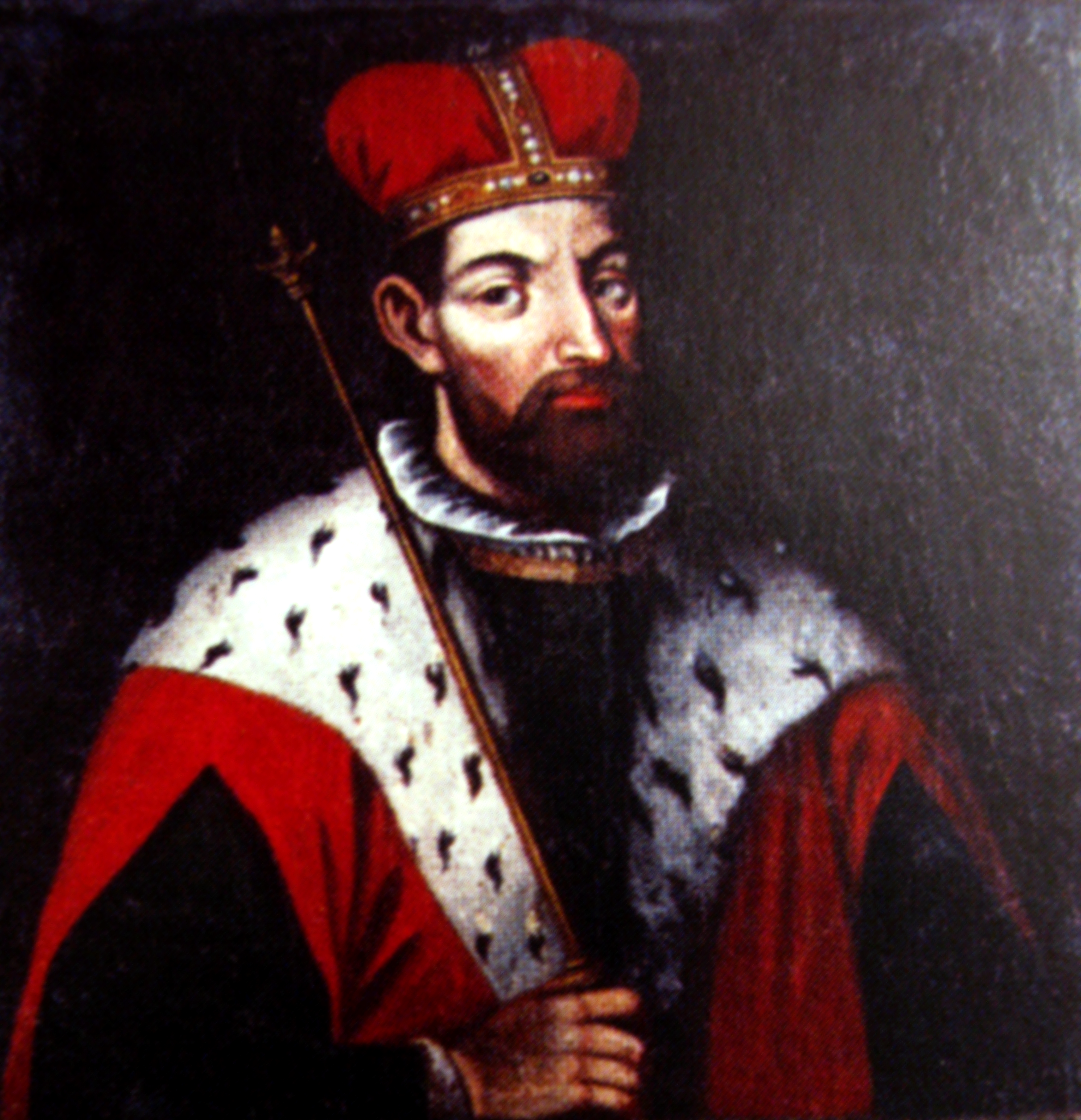
Gediminas avec la couronne de Gediminas, peint en 1709.

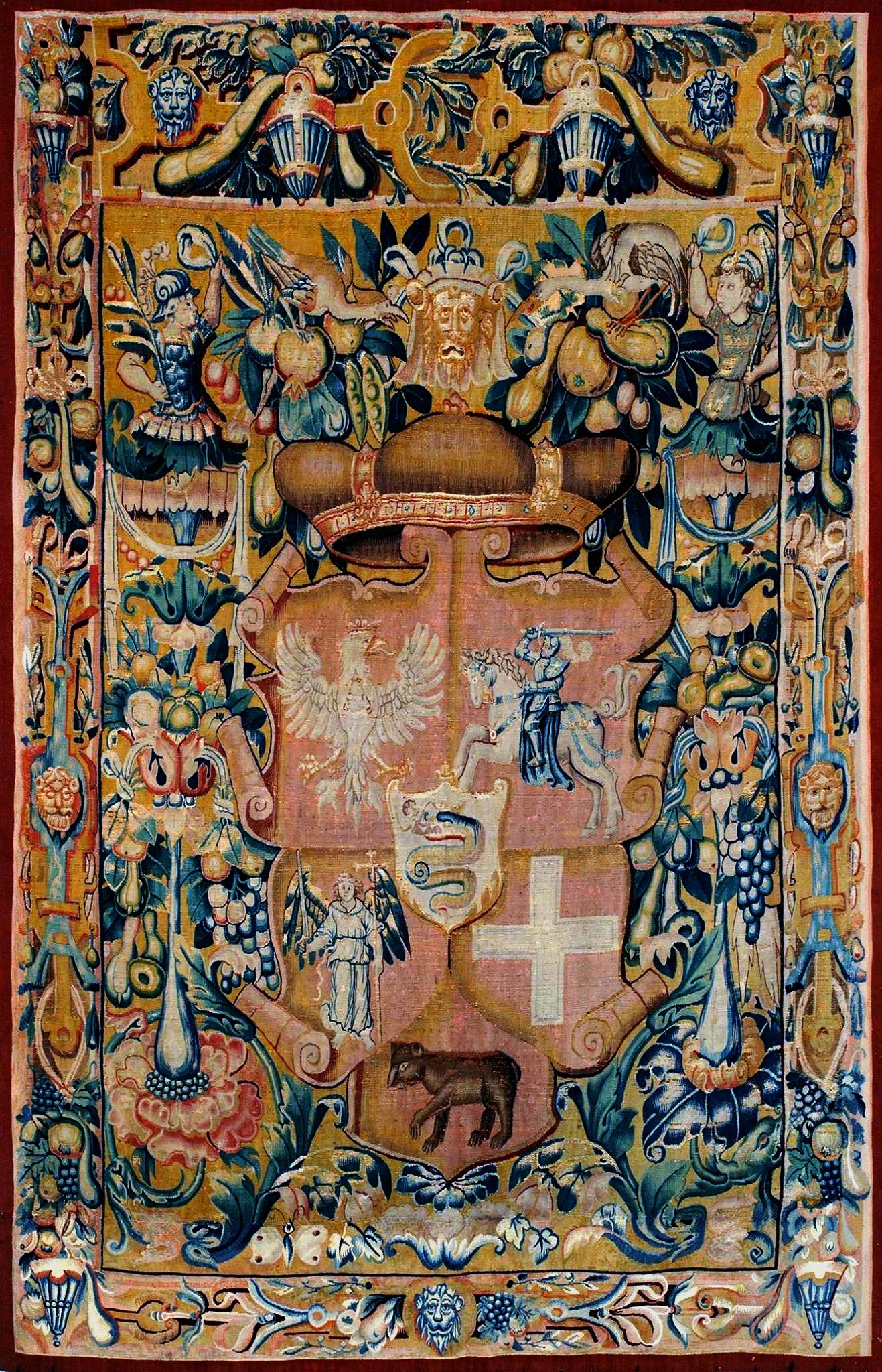
Tapisserie aux armes du grand-duc Sigismond II Auguste, couronnée de la couronne de Gediminas, vers 1548.

La couronne de Gediminas (en lituanien : « Gedimino kepurė » ou « Gedimino vainikas ») ou bonnet de Gediminas était l'insigne le plus important des monarques lituaniens qui régnaient sur le grand-duché de Lituanie jusqu'à l'Union de Lublin en 1569,.

## Origine et cérémonie
Son nom vient du grand-duc Gediminas (c. 1275–1341), le fondateur de la dynastie Gediminids et ancêtre patrilinéaire des dirigeants lituaniens des dynasties Kęstutaičiai et Jagellon,,, et symbolisait la dynastie continuité.
La couronne de Gediminas est mentionnée dans des sources du XVIe siècle et était conservée dans le trésor public lituanien. Il est représenté comme une coiffe ronde non segmentée dans un armorial compilé pour Povilas Alšėniškis. Depuis 1547, la couronne de Gediminas était frappé sur les pièces lituaniennes au-dessus des armoiries de la Lituanie.
Lors de l'intronisation des monarques lituaniens, la couronne de Gediminas était placé sur la tête du monarque par l'évêque de Vilnius dans la cathédrale de Vilnius,,. Cette couronne a perdu son importance après l'Union de Lublin, en 1569, qui a supprimé l'investiture à part des monarques lituaniens à la cathédrale de Vilnius,.